# Treno di lusso (film 1917)
Treno di lusso è un film muto del 1917 diretto e interpretato da Mario Bonnard. Venne proiettato per la prima volta a Roma il 18 ottobre 1917.